# Powiat Yoshida
Powiat Yoshida (jap. 吉田郡 Yoshida-gun) – powiat w Japonii, w prefekturze Fukui. W 2024 roku liczył 18 569 mieszkańców.

## Miejscowości
- Eiheij